# Blood of the Nations
| Críticas profissionais | Críticas profissionais |
| Avaliações da crítica  | Avaliações da crítica  |
| Fonte                  | Avaliação              |
| ---------------------- | ---------------------- |
| allmusic               | link                   |
| Lords of Metal         | link                   |
| Stormbringer           | link                   |
| Metal Psalter          | link                   |
| Danger Dog             | link                   |
| Metal Underground      | link                   |
| Metal Assault          | link                   |
| BW&BK                  | link                   |

Blood of the Nations é o décimo segundo álbum de estúdio do Accept, lançado em 2010. Foi o primeiro álbum da banda desde Predator em 1996. Em seu retorno, eles assinaram contrato com a gravadora Nuclear Blast.
É o primeiro álbum gravado com o vocalista Mark Tornillo e o baterista  Stefan Schwarzmann. Também é o primeiro disco da banda sem Udo Dirkschneider nos vocais desde Eat the Heat (1989), e com Herman Frank na guitarra desde Balls to the Wall (1983).

## Recepção
Em 2010, o fórum The Dinosaur Rock Guitar homenageou Blood of the Nations com um Dino award por ser o "Álbum do ano".
O álbum foi votado como "#1 Comeback Album" (Álbum de Retorno nº1) numa votação de  2013 do canal VH1. No mesmo ano, a Metal Shock Finland declarou-o como "The Best Shocking Comeback Album" (O Álbum de Retorno Mais Impactante).

## Faixas
Todas as faixas escritas por Hoffmann, Tornillo e Baltes, exceto as anotadas.
| N.º            | Título                                         | Duração |  |
| 1.             | "Beat the Bastards"                            | 5:24    |  |
| 2.             | "Teutonic Terror" (Hoffmann, Tornillo, Baltes) | 5:13    |  |
| 3.             | "The Abyss"                                    | 6:53    |  |
| 4.             | "Blood of the Nations"                         | 5:37    |  |
| 5.             | "Shades of Death" (Hoffmann, Tornillo, Baltes) | 7:32    |  |
| 6.             | "Locked and Loaded"                            | 4:28    |  |
| 7.             | "Kill the Pain"                                | 5:47    |  |
| 8.             | "Rolling Thunder" (Frank, Tornillo)            | 4:54    |  |
| 9.             | "Pandemic"                                     | 5:36    |  |
| 10.            | "New World Comin'"                             | 4:50    |  |
| 11.            | "No Shelter"                                   | 6:04    |  |
| 12.            | "Bucket Full of Hate"                          | 5:12    |  |
| Duração total: | Duração total:                                 | 67:30   |  |

| Faixas bônus   |                                                       |         |  |
| N.º            | Título                                                | Duração |  |
| 7.             | "Time Machine" (Bônus da versão digipack e japonesa.) | 5:24    |  |
| 14.            | "Land of the Free" (Bônus da versão japonesa.)        | 4:51    |  |
| Duração total: | Duração total:                                        | 77:45   |  |

### Créditos adicionais
1. ↑  Inclúi trechos de "Concerto Mondiale" escrita por Hoffmann e Melo Mafali
2. ↑  Inclúi trechos de "Concerto Mondiale" escrita por Hoffmann e Melo Mafali

## Desempenho nas paradas
| Parada musical                                | Maior posição |
| --------------------------------------------- | ------------- |
| Áustria (Ö3 Austria Top 40)                   | 19            |
| Bélgica (Ultratop Valônia)                    | 59            |
| Czech Albums (ČNS IFPI)                       | 27            |
| Finlândia (Suomen virallinen lista)           | 9             |
| França (SNEP)                                 | 72            |
| Alemanha (Offizielle Deutsche Charts)         | 4             |
| Hungria (MAHASZ)                              | 7             |
| Japanese Albums (Oricon)                      | 74            |
| Espanha (PROMUSICAE)                          | 78            |
| Suécia (Sverigetopplistan)                    | 7             |
| Suíça (Schweizer Hitparade)                   | 15            |
| Estados Unidos (Billboard 200)                | 187           |
| Estados Unidos (Top Hard Rock Albums)         | 19            |
| Estados Unidos (Billboard Independent Albums) | 41            |

## Créditos
- Mark Tornillo - Vocal
- Wolf Hoffmann - Guitarra solo, vocal de apoio
- Herman Frank - Guitarra rítmica
- Peter Baltes - Baixo, vocal de apoio
- Stefan Schwarzmann - bateria